# Acrodonta
Acrodonta is een geslacht van rechtvleugeligen uit de familie sabelsprinkhanen (Tettigoniidae). De wetenschappelijke naam van dit geslacht is voor het eerst geldig gepubliceerd in 1891 door Redtenbacher.

## Soorten
Het geslacht Acrodonta omvat de volgende soorten:
- Acrodonta hakgallae Henry, 1932
- Acrodonta subaptera Redtenbacher, 1891